# Cosmisoma debile
Cosmisoma debile är en skalbaggsart som beskrevs av Monné och Magno 1988. Cosmisoma debile ingår i släktet Cosmisoma och familjen långhorningar.
Artens utbredningsområde är Venezuela. Inga underarter finns listade i Catalogue of Life.